# Осада Калинджара
Оса́да Калинджа́ра — заключительное сражение военной экспедиции Гуридов под командованием Кутб ад-дина Айбака против клана Чандела, которая началась в 1203 году. Во время этой экспедиции войско Гуридов сумело разгромить клан Чандела, а их правитель Парамарди сдал крепость Калинджар после его осады.

## Предыстория
Калинджар был политической столицей клана Чандела. Он был захвачен Притхвираджем Чауханом из династии Чауханов в 1183 году. После смерти Притхвираджа во время второй битвы при Тараине, клан Чандела восстанавливают свое превосходство над Калинджаром. Главой клана становится Парамарди, последний крупный король Чандела.
Кутб ад-Дин Айбак возглавил свой поход к Калинджару в 1202—1203 годах. Он победил силы Чандела и занял Калинджар. Парамарди сдался и пообещал платить дань вовремя, но умер раньше предусмотренного срока, не выполнив своих соглашений.

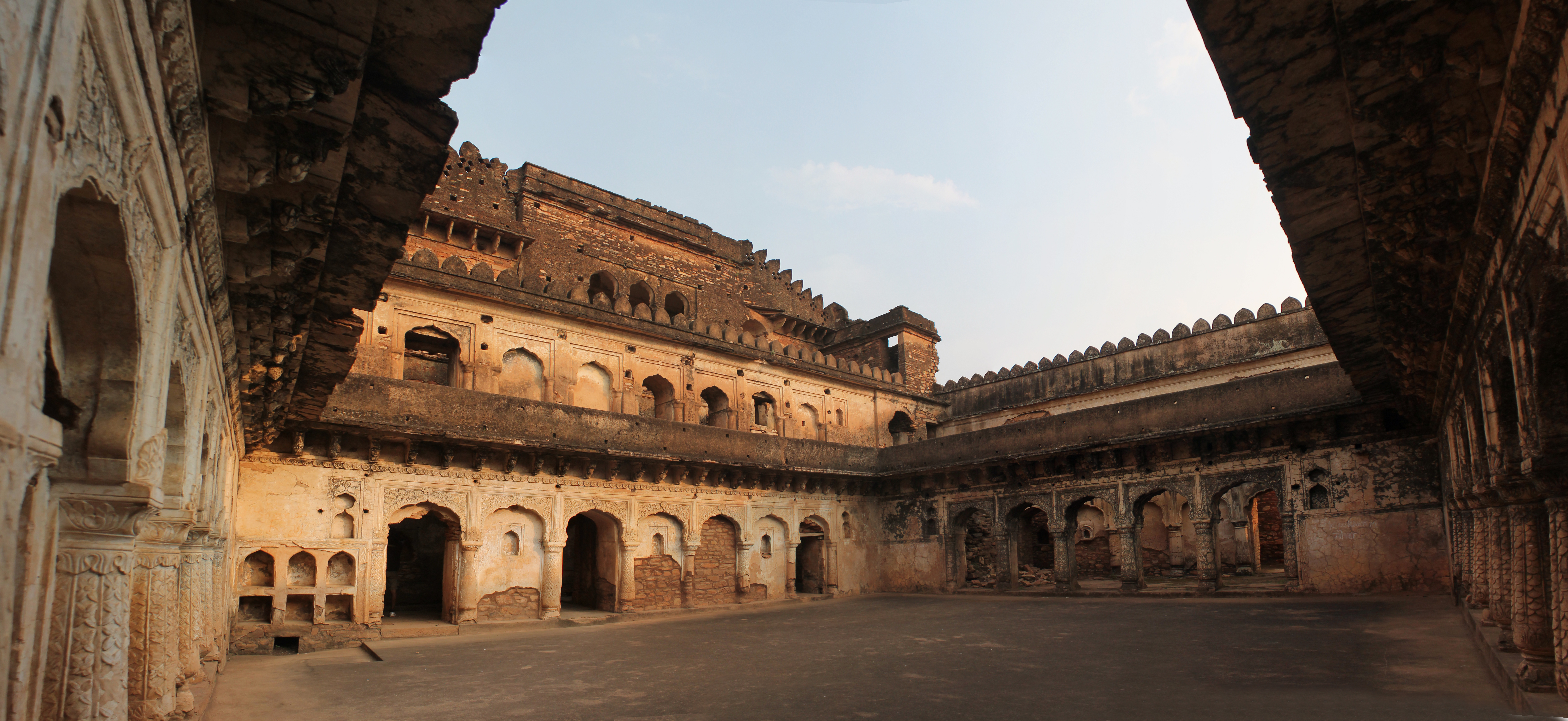
Панорамный вид на крепость Калинджар